# Sakuramachi
Sakuramachi (桜町天皇, Sakuramachi-tennō; 8 febbraio 1720 – 28 maggio 1750) è stato il 115º imperatore del Giappone secondo il tradizionale ordine di successione.

## Biografia
Regnò dal 1735  sino al 1747. Il suo nome personale era Akihito (昭仁?, Akihito), era figlio dell'imperatore Nakamikado.
Si conoscono il nome di due delle sue consorti,  Nijō Ieko (二条舎子) da cui ebbe due figli, Sakariko (盛子内親王) e Toshiko (智子内親王) (la futura imperatrice Go-Sakuramachi) e Anekōji Sadako (姉小路定子) da cui ebbe Toohito (遐仁親王) (il futuro imperatore Momozono).